# Blanke-Teich
Der Blanke-Teich oder Blanketeich, fälschlich auch der blanke Teich, ist ein Gewässer bei Wennigsen (Deister) in der Region Hannover. Der zur Zeit des Steinkohlebergbaus im Deister angelegte Stauteich ist ein Amphibienbiotop und Ausflugsziel im Landschaftsschutzgebiet Norddeister.

## Beschreibung
Der Deister ist ein langgestreckter Höhenzug etwa 20 Kilometer südwestlich von Hannover.
Westlich von Wennigsen gehört der Wald am Bröhn oberhalb des Georgsplatzes zum Staatsforst und der Wald weiter südlich am Feldberg zum Klosterforst Wennigsen. Zwischen den beiden Forsten fließt der Bruchbach, der Oberlauf des Wennigser Mühlbachs.

### Bergbau
Zur Spätzeit des Königreichs Hannover um 1860 hatte Georg Egestorff Bergbaunutzungsrechte in beiden Forsten und betrieb dort mehrere kleine Steinkohlebergwerke.
Zunächst erfolgte die Förderung aus den Schächten durch Pferdegöpel.
Die Bergbauarbeiten führten zu einer verringerten Wasserführung des Bruchbachs. Zur Sicherung der Wasserversorgung wurde bis 1866 nach dem Vorbild des Harzer Wasserregals ein Stauteich angelegt.
Damit stellte der Bergingenieur Hesse den Förderbetrieb auf Wasserkraft um.
Das im Teich auf etwa 182 m gestaute Wasser wurde mit auch aus Holz gefertigten Rohren und Rinnen zum Bröhner Schacht und zum Dorotheenschacht geleitet. Dort dienten wassergefüllte Blechkästen als Gegengewicht bei der Förderung aus 30 Meter Tiefe. Das in den Schachtsumpf entleerte Wasser floss durch einen Wasserlösungsstollen, der am Deisterrand auf etwa 113 m zu Tage tritt, und den sogenannten unteren Bruchbach in den Wennigser Mühlbach.
1895 wurden zum weiteren Abteufen der Schächte am Bröhn Wasserstrahl-Elevatoren eingesetzt. Diese nutzten das gestaute Oberflächenwasser dazu, Wasser von der Schachtsohle mit 6,5 atü Druck nach oben zu pumpen.
Nach dem Absaufen der unteren Schachtbereiche um das Jahr 1900 wurde der Bergbau an Bröhn und Feldberg eingestellt. Bis 1901 wurden die Schächte verfüllt und die oberirdischen Gebäude abgerissen.

### Fischteich

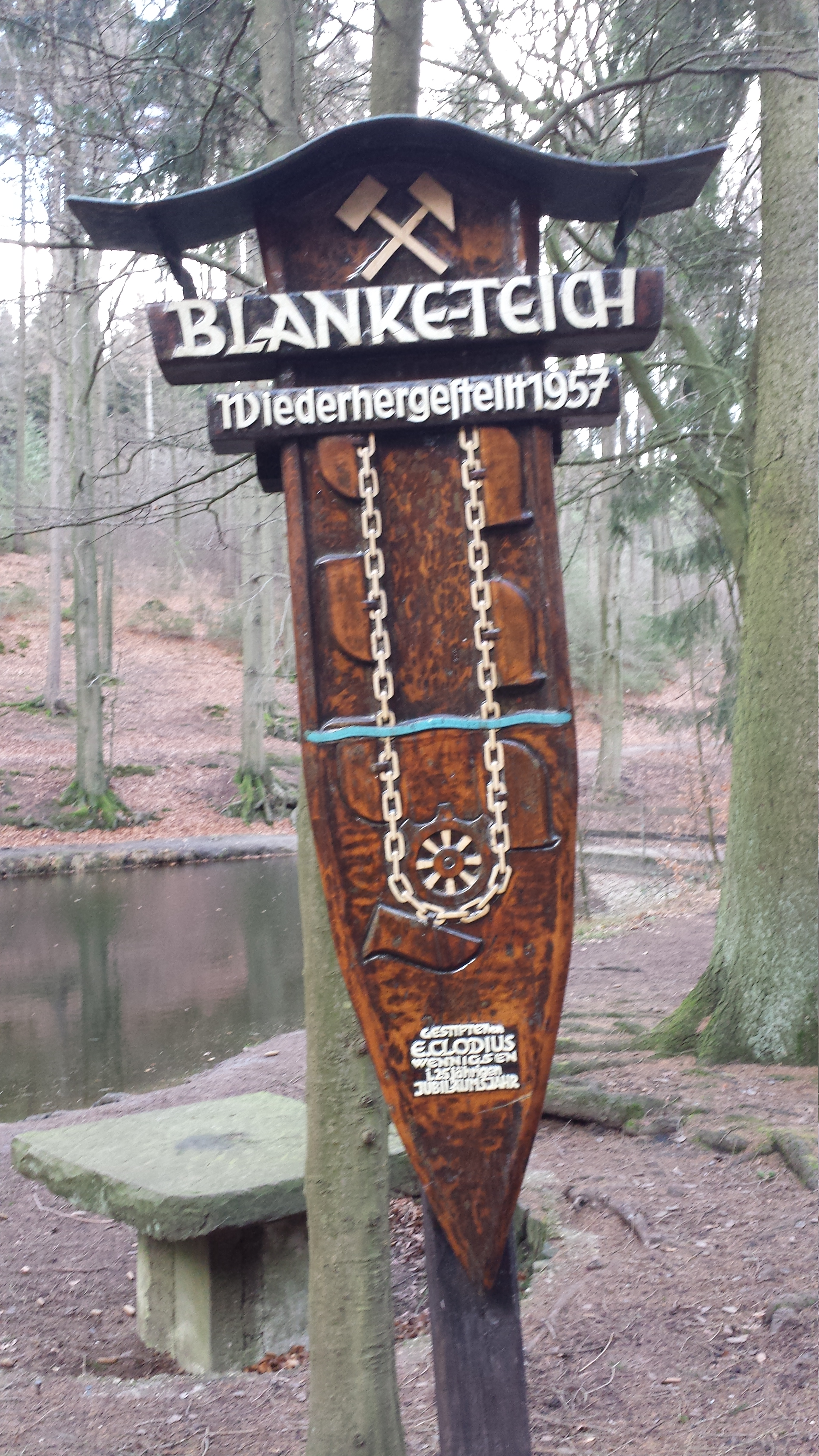
Holztafel vor der Sitzgrotte

Der etwa 0,3 ha große Stauteich blieb erhalten. Er versumpfte mit der Zeit und fiel mehrfach trocken.
Da der Staudamm undicht war, war nach 1945 fast kein Wasser mehr im Teich.
1957 wurde die Staumauer des an den neugegründeten örtlichen Sportfischerverein verpachteten Teichs mit Beton abgedichtet.
Der Teichboden wurde verdichtet und zwischen dem Teichufer und dem Weg zu den Wennigser Wasserrädern eine grottenartige Sitzgelegenheit angelegt. Davor erinnert eine geschnitzte Holztafel an die Wiederherstellung der Teichanlage.
Bei der Biotopkartierung im Sommer 1987 hatte der trockenheitsbedingt nur etwa 30 m lange und 10 m breite Teich nur eine Wassertiefe von etwa 15 cm.
Vor allem im Zulaufbereich gab es größere bei niedrigen Wasserstand trockenfallende Bestände von Schlankseggenried und mit Flatter-Binsen, Waldsimsen und Flutschwaden bewachsene Bereiche.
1987 war der Blanke-Teich Heimat für mindestens sieben Amphibienarten.
Zuletzt in den 1990er Jahren wurde der Blanketeich unter Beteiligung des Wennigser Naturschutzbeauftragten entschlammt und erneuert.
Die Pacht des etwa 90 Meter langen und 30 Meter breiten Teichs von der Klosterkammer durch den Fischereiverein endete um das Jahr 2010.

### Zukunft
Anfang 2015 ließ das Forstamt Saupark in Abstimmung mit der unteren Naturschutzbehörde die im Damm zwischen einem kleinen Vorteich und dem Blanketeich verbauten Rohre und Faserzementplatten entfernen. Dies sollte unter anderem die  ökologische Situation der im Teich lebenden Amphibien verbessern. Der Rundweg um den Teich wurde gesperrt. Dies vermied, mehrere angrenzende alte Bäume zur Sicherung der Spaziergänger vorsorglich fällen zu müssen.
Ein Konzept zu wasserbezogenen Naherholungsmöglichkeiten in der Region Hannover empfahl im Herbst 2015 eine grundhafte Sanierung des Teichgewässers und die Sicherung der Qualität als Angelteich.
Eine erneute Entschlammung des genau auf der Grenze zu den Niedersächsischen Landesforsten gelegenen Blanketeichs wäre Aufgabe der Klosterkammer Hannover. Der Teich wird jedoch auf natürlichem Weg verlanden gelassen, da der Schlamm möglicherweise als Sondermüll entsorgt werden müsste, wie die Naturschutzbehörde zur Auflage gemacht hat.

## Der Namensgeber
Der Blanketeich ist einem unbelegten Gerücht zufolge nach einem Selbstmörder namens Blanke benannt, der sich dort ertränkt hat.
Andere Quellen nennen einen um 1870 aktenkundigen Wennigser Bergmann Heinrich Blanke, zu dessen Aufgaben die Bedienung des Absperrschiebers an der Staumauer gehörte und der bei einem Arbeitsunfall umgekommen sei. Unterlagen zu einem solchen Unfall sind nicht bekannt.